# سمير المنزلاوي
سمير المنزلاوي (مواليد 1955 في منية المرشد، محافظة كفر الشيخ، مصر) هو كاتب وباحث مصري في التراث والتصوّف. المنزلاوي هو فاحص أدبي بالهيئة العامة لقصور الثقافة، وقد نشر له قصص للأطفال في مجلات العربي الصغير وقطر الندى وعلاء الدين، كما نشر له في عدد من الصحف المصرية منها صحيفة الأهرام والجمهورية، وهو عضو في اتحاد الكتاب المصري.

## تعليمه
تخرج من قسم اللغة الإنجليزية وآدابها بكلية الآداب جامعة الإسكندرية.

## مؤلفاته
- «شعاع هرب من الشمس» (رواية)، 1985[4]
- «يوميات النبأ العجيب» (مجموعة قصصية)، 1992[5]
- «موسم الرياح» (رواية)، 1998[6]
- «أشواق قديمة» (مجموعة قصصية)، 2009[7]
- «الدكان» (رواية)، 2013[8]
- «جدتي تحكم العالم ليلا» (مجموعة قصصية)، 2013[9][10]
- «القارب يسبق البطات» (قصص للأطفال)، 2016[2]
- «الشرفات» (رواية)، 2017[11]
- «الطوالع» (رواية)، 2020[12]

## جوائز
- جائزة إحسان عبد القدوس في الرواية، 1992[13]
- جائزة قصور الثقافة في القصة القصيرة[13]
- تكريم ملتقى الشارقة للتكريم الثقافي، 2021[1][14]

## حياته الشخصية
يقيم المنزلاوي في مسقط رأسه قرية منية المرشد في محافظة كفر الشيخ.

## روابط خارجية
- مقالاته على موقع بوابة الأهرام